# Enrique Ramos Ramos
Enrique Ramos Ramos (Algarrobo, 1873 - Múnich, 1957) fue un abogado y político republicano español.

## Biografía
Profesor de Derecho Romano de la Universidad Central de Madrid, con la proclamación de la Segunda República Española inicia su carrera política presentándose a las elecciones de 1931 por Acción Republicana, obteniendo un escaño por la circunscripción de Málaga. Tras la fundación de Izquierda Republicana participará, en representación de esta nueva formación política, en las elecciones de 1936 obteniendo un escaño por la circunscripción de Madrid.
Tras la victoria de Frente Popular, fue ministro de Trabajo, Sanidad y Previsión Social entre el 19 de febrero y el 13 de mayo de 1936, fecha en que pasó a ocupar la cartera de Hacienda hasta la constitución del primer gobierno de Francisco Largo Caballero el 4 de septiembre, ya durante la guerra civil española.
Tras finalizar la guerra se exilió en Estados Unidos y Alemania Occidental. Falleció en Múnich en 1957.
| Predecesor: Manuel Becerra Fernández | Ministro de Trabajo, Sanidad y Previsión 1936 | Sucesor: Juan Lluhí Vallesca |
| Predecesor: Gabriel Franco López     | Ministro de Hacienda 1936                     | Sucesor: Juan Negrín López   |

- Datos: Q8776228